# Nati nel 1953/Ottobre
| Questa pagina contiene informazioni ricavate automaticamente dalle voci biografiche con l'ausilio del template Bio e di un bot. L'aggiornamento è periodico e automatico e ricostruisce completamente la pagina. Se manca una persona in questa lista, sei pregato di non aggiungerla, ma accertati piuttosto che la sua voce biografica contenga il template Bio e che i dati anagrafici siano correttamente compilati. Se il template Bio manca, inseriscilo tu stesso o, in alternativa, metti l'avviso {{tmp\|Bio}} che ne segnala la mancanza. Se i dati riportati sono sbagliati, correggi direttamente la voce biografica; le modifiche saranno visibili in questa lista entro pochi giorni. Per chiarimenti vedi il progetto biografie. La lista contiene solo le 247 persone che sono citate nell'enciclopedia e per le quali è stato implementato correttamente il template Bio. Pagina aggiornata al 10 ago 2025. |

- 1º ottobre - Isak Andic, imprenditore spagnolo († 2024)
- 1º ottobre - Caspar Baader, politico e avvocato svizzero
- 1º ottobre - Marco Conti, giornalista italiano
- 1º ottobre - Zdena Helínská, ex cestista cecoslovacca
- 1º ottobre - Tariq Jamil, religioso pakistano
- 1º ottobre - Vil'jar Loor, pallavolista sovietico († 2011)
- 1º ottobre - Mary Anne O'Connor, ex cestista statunitense
- 1º ottobre - Valeriu Stoica, politico rumeno
- 1º ottobre - Franklin Virgüez, attore venezuelano
- 1º ottobre - Grete Waitz, maratoneta e mezzofondista norvegese († 2011)
- 1º ottobre - Klaus Wowereit, ex politico tedesco
- 2 ottobre - Vanessa Bell Armstrong, cantante statunitense
- 2 ottobre - Roberto Bettin, ex arbitro di calcio italiano
- 2 ottobre - Tom Boswell, ex cestista statunitense
- 2 ottobre - Paul Bradshaw, ex calciatore inglese
- 2 ottobre - Jim Cannon, ex calciatore scozzese
- 2 ottobre - Odile Chalvin, ex sciatrice alpina francese
- 2 ottobre - Gianfranco Degli Schiavi, allenatore di calcio e ex calciatore italiano
- 2 ottobre - Ernest Bai Koroma, imprenditore e politico sierraleonese
- 2 ottobre - Willie Pettigrew, ex calciatore scozzese
- 2 ottobre - Luis Alberto Ramos, ex calciatore argentino
- 2 ottobre - Italo Rota, architetto e designer italiano († 2024)
- 2 ottobre - Stefano Verdino, critico letterario italiano
- 3 ottobre - Karen Bass, politica statunitense
- 3 ottobre - Giacomo Chiappori, politico italiano
- 3 ottobre - Ramón Fernández, ex cestista filippino
- 3 ottobre - Arcadio Spinozzi, ex calciatore e allenatore di calcio italiano
- 3 ottobre - Bohumil Starnovský, ex pentatleta cecoslovacco
- 3 ottobre - Géjza Valent, discobolo cecoslovacco († 2024)
- 4 ottobre - Ferruccio Berti, arciere italiano
- 4 ottobre - Justin D'Ath, scrittore neozelandese
- 4 ottobre - Christopher Fairbank, attore britannico
- 4 ottobre - Steve Green, ex cestista statunitense
- 4 ottobre - Tchéky Karyo, attore francese
- 4 ottobre - Jim McElroy, ex cestista statunitense
- 4 ottobre - Gil Moore, batterista e cantante canadese
- 4 ottobre - Orazio Francesco Piazza, vescovo cattolico italiano
- 4 ottobre - Elisabetta Viviani, attrice, cantante e conduttrice televisiva italiana
- 4 ottobre - Andreas Vollenweider, arpista svizzero
- 5 ottobre - Bernard Fritz, ex tennista francese
- 5 ottobre - Gabriele Gravina, dirigente sportivo e banchiere italiano
- 5 ottobre - Maria Leddi, politica italiana
- 5 ottobre - John Relish, allenatore di calcio e ex calciatore inglese
- 6 ottobre - Klaas Bruinsma, criminale olandese († 1991)
- 6 ottobre - Michele Moramarco, saggista italiano
- 6 ottobre - Wendy Robie, attrice statunitense
- 7 ottobre - Chen Xirong, ex calciatore cinese
- 7 ottobre - Kazuko Kadoya, ex cestista giapponese
- 7 ottobre - Viorel Năstase, ex calciatore rumeno
- 7 ottobre - Ricky Phillips, bassista statunitense
- 7 ottobre - Pina Rando, direttrice teatrale italiana
- 7 ottobre - Tico Torres, batterista statunitense
- 7 ottobre - Mats Waltin, ex hockeista su ghiaccio, allenatore di hockey su ghiaccio e dirigente sportivo svedese
- 7 ottobre - Ronald Worm, ex calciatore tedesco
- 8 ottobre - Mario Aldegani, presbitero italiano
- 8 ottobre - Eduardo Cadillac, ex cestista argentino
- 8 ottobre - Julia Navarro, scrittrice, saggista e giornalista spagnola
- 8 ottobre - Sandro Salvioni, allenatore di calcio e ex calciatore italiano
- 8 ottobre - Robert Tepper, cantante statunitense
- 9 ottobre - Jerome Anderson, cestista e allenatore di pallacanestro statunitense († 2009)
- 9 ottobre - Sally Burgess, mezzosoprano, attrice e regista teatrale sudafricana
- 9 ottobre - Sophie Calle, artista francese
- 9 ottobre - Denis Dufour, compositore francese
- 9 ottobre - Mike Hookem, politico britannico
- 9 ottobre - Barbara March, attrice canadese († 2019)
- 9 ottobre - René Ndjeya, ex calciatore camerunese
- 9 ottobre - Hank Pfister, ex tennista statunitense
- 9 ottobre - Helmut Roleder, ex calciatore tedesco
- 9 ottobre - Tony Shalhoub, attore e regista statunitense
- 9 ottobre - Roberto Sierra, compositore portoricano
- 9 ottobre - Stefano Vivacqua, avvocato e politico italiano
- 10 ottobre - Hamid Barole Abdu, poeta e scrittore eritreo
- 10 ottobre - Arzhang Davoodi, insegnante e attivista iraniano
- 10 ottobre - Evi Pitscheider, ex sciatrice alpina italiana
- 10 ottobre - Albert Rust, allenatore di calcio e ex calciatore francese
- 10 ottobre - Mauro Talarico, fumettista italiano
- 10 ottobre - Edoardo Toscano, mafioso italiano († 1989)
- 10 ottobre - Maurizio Trifone, linguista e lessicografo italiano
- 10 ottobre - Midge Ure, chitarrista, tastierista e cantautore scozzese
- 10 ottobre - Biserka Višnjić, ex pallamanista jugoslava
- 10 ottobre - Gus Williams, cestista statunitense († 2025)
- 11 ottobre - Mariano Baino, scrittore e poeta italiano
- 11 ottobre - Claudine Cassereau, modella e pittrice francese († 2020)
- 11 ottobre - David Morse, attore statunitense
- 11 ottobre - Brigitte Oertel, ex schermitrice tedesca
- 11 ottobre - Pier Paolo Portinaro, filosofo italiano
- 11 ottobre - Maurizio Prato, chimico italiano
- 11 ottobre - Giovanni Vettorazzo, attore italiano
- 12 ottobre - Aleksandr Atanesjan, regista sovietico
- 12 ottobre - François Bonneau, politico francese
- 12 ottobre - Nicole Brunin, ex cestista belga
- 12 ottobre - Les Dennis, attore, comico e conduttore televisivo britannico
- 12 ottobre - Serge Lepeltier, politico francese
- 12 ottobre - Neil MacLeod, ex calciatore inglese
- 12 ottobre - Ivica Matković, allenatore di calcio e ex calciatore croato
- 12 ottobre - Richard McKinney, ex arciere statunitense
- 12 ottobre - Neven Mimica, politico e diplomatico croato
- 12 ottobre - Gianni Wilmer Ronzani, politico italiano
- 12 ottobre - David Threlfall, attore britannico
- 13 ottobre - Eamonn O'Keefe, allenatore di calcio e ex calciatore inglese
- 13 ottobre - Leonard Petrosyan, politico karabakho († 1999)
- 13 ottobre - Oscar Azarcon Solis, vescovo cattolico filippino
- 14 ottobre - Michele Ascolese, chitarrista italiano
- 14 ottobre - Greg Evigan, attore statunitense
- 14 ottobre - Linda Johnson, giocatrice di poker statunitense
- 14 ottobre - Bobby Joe Long, serial killer e militare statunitense († 2019)
- 14 ottobre - Aldo Maldera, calciatore e dirigente sportivo italiano († 2012)
- 14 ottobre - Richard Christian Matheson, scrittore statunitense
- 14 ottobre - Joseph Nguyễn Đức Cường, vescovo cattolico vietnamita
- 14 ottobre - Kazumi Watanabe, chitarrista e compositore giapponese
- 15 ottobre - Takīs Antōniou, ex calciatore cipriota
- 15 ottobre - Betsy Clifford, ex sciatrice alpina canadese
- 15 ottobre - Bernard Dacorogna, matematico svizzero
- 15 ottobre - Tito Jackson, cantautore e chitarrista statunitense († 2024)
- 15 ottobre - Joe Klecko, ex giocatore di football americano statunitense
- 15 ottobre - Larry Miller, attore, doppiatore e comico statunitense
- 15 ottobre - Enrique Morán, ex calciatore spagnolo
- 15 ottobre - Günther Oettinger, politico tedesco
- 15 ottobre - Walter Jon Williams, scrittore statunitense
- 16 ottobre - Alonzo Bradley, ex cestista statunitense
- 16 ottobre - Steve Buckley, ex calciatore inglese
- 16 ottobre - Uwe Büschken, attore e doppiatore tedesco
- 16 ottobre - Henrique Calisto, allenatore di calcio e ex calciatore portoghese
- 16 ottobre - Tony Carey, tastierista, cantante e produttore discografico statunitense
- 16 ottobre - Paulo Roberto Falcão, ex calciatore, allenatore di calcio e dirigente sportivo brasiliano
- 16 ottobre - Margherita Guccione, architetta italiana
- 16 ottobre - Esther Hayut, avvocata e magistrata israeliana
- 16 ottobre - Maurizio Marchetti, attore e regista italiano
- 16 ottobre - Giovanni Mei, dirigente sportivo, allenatore di calcio e ex calciatore italiano
- 16 ottobre - Susan Pedersen, ex nuotatrice statunitense
- 16 ottobre - Mike Sojourner, ex cestista statunitense
- 16 ottobre - Giuliano Terraneo, dirigente sportivo e ex calciatore italiano
- 17 ottobre - Joseph Bowie, trombonista statunitense
- 17 ottobre - Uki Goñi, giornalista e scrittore argentino
- 17 ottobre - Edoardo Patriarca, politico italiano
- 17 ottobre - Domenico Penzo, ex calciatore italiano
- 18 ottobre - Luigi Bisignani, faccendiere e giornalista italiano
- 18 ottobre - Richie Blackmore, ex calciatore inglese
- 18 ottobre - Georgi Rajkov, lottatore bulgaro († 2006)
- 19 ottobre - Vermondo Brugnatelli, linguista, saggista e glottologo italiano
- 19 ottobre - Mohamed Fakhir, allenatore di calcio e ex calciatore marocchino
- 19 ottobre - Giuseppe Giulietti, giornalista, sindacalista e politico italiano
- 19 ottobre - Lionel Hollins, ex cestista e allenatore di pallacanestro statunitense
- 19 ottobre - Olivier Losco, ex calciatore maltese
- 19 ottobre - José Luiz Majella Delgado, arcivescovo cattolico brasiliano
- 19 ottobre - Mauro Marcheselli, fumettista e curatore editoriale italiano
- 19 ottobre - Barbara Palombelli, giornalista, conduttrice televisiva e conduttrice radiofonica italiana
- 19 ottobre - Wang Yi, politico e diplomatico cinese
- 20 ottobre - Enrico Cannata, calciatore italiano († 2022)
- 20 ottobre - Piero Ceccarini, ex arbitro di calcio italiano
- 20 ottobre - Dave Dowle, batterista britannico
- 20 ottobre - Alexander Fu Sheng, attore hongkonghese († 1983)
- 20 ottobre - Sherif Haddara, politico e ingegnere egiziano
- 20 ottobre - Keith Hernandez, ex giocatore di baseball statunitense
- 20 ottobre - Valerian Okeke, arcivescovo cattolico nigeriano
- 20 ottobre - Nikolaj Milkov, filosofo bulgaro
- 20 ottobre - Bill Nunn, attore statunitense († 2016)
- 20 ottobre - Brunella Schisa, scrittrice e giornalista italiana
- 20 ottobre - Friedrich Ulrich, ex canottiere tedesco
- 20 ottobre - Jorvan Vieira, allenatore di calcio e ex calciatore brasiliano
- 21 ottobre - Sergio De Santis, scrittore italiano
- 21 ottobre - Messoud Efendiev, matematico azero
- 21 ottobre - Eleonora Giorgi, attrice italiana († 2025)
- 21 ottobre - Marc Johnson, contrabbassista e compositore statunitense
- 21 ottobre - Hugh Wolff, direttore d'orchestra statunitense
- 21 ottobre - Peter Mandelson, politico e ambasciatore britannico
- 21 ottobre - Paul McNulty, artigiano statunitense
- 21 ottobre - Pedro Ignacio Wolcan Olano, vescovo cattolico uruguaiano
- 22 ottobre - Beniamino Donnici, politico italiano
- 22 ottobre - Rino Genovese, filosofo, scrittore e editore italiano
- 22 ottobre - Donald Martiny, artista statunitense
- 22 ottobre - Guido Raimondi, ex magistrato italiano
- 22 ottobre - Armando Torno, giornalista, saggista e conduttore radiofonico italiano
- 23 ottobre - Taner Akçam, storico e sociologo turco
- 23 ottobre - Ira Steven Behr, produttore televisivo e sceneggiatore statunitense
- 23 ottobre - Pauline Black, cantante e attrice britannica
- 23 ottobre - Hugo Cabrera, cestista dominicano († 2021)
- 23 ottobre - Luciano Calosso, architetto, scenografo e costumista italiano
- 23 ottobre - Michele Cappella, politico italiano
- 23 ottobre - Alex Gibney, regista, sceneggiatore e produttore cinematografico statunitense
- 23 ottobre - Valbona Jakova, poetessa e scrittrice albanese
- 23 ottobre - Joaquín Lavín, economista, ingegnere e politico cileno
- 23 ottobre - John Stremlau, ex calciatore statunitense
- 23 ottobre - Cole Tucker, attore pornografico statunitense († 2015)
- 23 ottobre - Alessandro Di Robilant, regista e sceneggiatore italiano
- 24 ottobre - John Barton, allenatore di calcio e calciatore inglese
- 24 ottobre - Christoph Daum, calciatore e allenatore di calcio tedesco († 2024)
- 24 ottobre - Cristoforo Monaco, allenatore di pallacanestro italiano
- 24 ottobre - Erzsébet Szentesi, ex cestista ungherese
- 25 ottobre - Daniele Bagnoli, allenatore di pallavolo italiano († 2024)
- 25 ottobre - Nate Davis, ex cestista statunitense
- 25 ottobre - David Littell, ex schermidore statunitense
- 25 ottobre - Bjarne Rønning, scrittore, allenatore di calcio e ex calciatore norvegese
- 25 ottobre - Z. Randall Stroope, compositore e direttore di coro statunitense
- 25 ottobre - Jasem Yacob, ex calciatore kuwaitiano
- 25 ottobre - Robert Zimmer, storico della filosofia tedesco
- 26 ottobre - Roger Allam, attore britannico
- 26 ottobre - Franco Cerilli, allenatore di calcio e ex calciatore italiano
- 26 ottobre - Boško Đokić, allenatore di pallacanestro e giornalista serbo († 2019)
- 26 ottobre - Giuseppe Fortunato, politico italiano
- 26 ottobre - Krasimira Gjurova, cestista bulgara († 2011)
- 26 ottobre - Joe Meriweather, cestista, allenatore di pallacanestro e dirigente sportivo statunitense († 2013)
- 26 ottobre - Willie Smith, ex cestista statunitense
- 26 ottobre - Keith Strickland, musicista e polistrumentista statunitense
- 26 ottobre - Jon Svendsen, pallanuotista statunitense († 2024)
- 26 ottobre - Lauren Tewes, attrice statunitense
- 26 ottobre - Kevin Welsh, ex calciatore statunitense
- 26 ottobre - Robert Westenberg, attore e cantante statunitense
- 26 ottobre - Claire de Castelbajac, restauratrice francese († 1975)
- 27 ottobre - Michael Baker, ex astronauta statunitense
- 27 ottobre - Peter Firth, attore inglese
- 27 ottobre - Thomas Hauser, ex sciatore alpino austriaco
- 27 ottobre - Robert Irving III, pianista, compositore e arrangiatore statunitense
- 27 ottobre - Robert Picardo, attore statunitense
- 27 ottobre - Ruy Rendón Leal, arcivescovo cattolico messicano
- 28 ottobre - Ján Babjak, arcivescovo cattolico slovacco
- 28 ottobre - Jean-Luc Bouilleret, arcivescovo cattolico francese
- 28 ottobre - Desmond Child, produttore discografico e compositore statunitense
- 28 ottobre - Liliana Duţu, ex cestista rumena
- 28 ottobre - Phil Dwyer, calciatore gallese († 2021)
- 28 ottobre - Clay Evans, ex nuotatore canadese
- 28 ottobre - Mark James, golfista inglese
- 28 ottobre - Maureen Teefy, attrice statunitense
- 29 ottobre - Sura Berditchevsky, attrice e scrittrice brasiliana
- 29 ottobre - Robert Brisart, filosofo belga († 2015)
- 29 ottobre - Margie Moran, modella filippina
- 29 ottobre - Mauro Moretti, dirigente pubblico italiano
- 29 ottobre - Denis Potvin, ex hockeista su ghiaccio canadese
- 30 ottobre - Boriša Đorđević, ex calciatore jugoslavo
- 30 ottobre - Vincenzo Guerini, dirigente sportivo, ex calciatore e allenatore di calcio italiano
- 30 ottobre - Fabrizio Neri, politico italiano
- 30 ottobre - Fabio Pignatelli, bassista, compositore e arrangiatore italiano
- 30 ottobre - Aleksandr Fëdorovič Poleščuk, cosmonauta russo
- 30 ottobre - Paul Power, ex calciatore britannico
- 30 ottobre - Rick Schmidt, ex cestista statunitense
- 30 ottobre - Charles Martin Smith, attore, regista e sceneggiatore statunitense
- 30 ottobre - Roberto Visentin, politico italiano
- 30 ottobre - Salvatore Vullo, allenatore di calcio e ex calciatore italiano
- 31 ottobre - Michael J. Anderson, attore statunitense
- 31 ottobre - Gabriele Bagnasco, medico e politico italiano
- 31 ottobre - Tony Betts, ex calciatore inglese
- 31 ottobre - Denis Duverne, imprenditore francese
- 31 ottobre - Lynda Goodfriend, attrice statunitense
- 31 ottobre - Lee James, sollevatore statunitense († 2023)
- 31 ottobre - John Lucas, ex cestista, allenatore di pallacanestro e dirigente sportivo statunitense
- 31 ottobre - Neyla Moronta, modella venezuelana
- 31 ottobre - Don Winslow, scrittore statunitense